# Teddy Da Costa
Teddy Da Costa (ur. 17 lutego 1986 w Melun) – francuski hokeista pochodzenia polskiego, reprezentant Francji.
Jego dwaj bracia również zostali hokeistami; starszy Gabriel Da Costa (ur. 1984) i młodszy Stéphane Da Costa (ur. 1989). Rodzeństwo ma matkę Polkę i ojca Francuza.

## Kariera
- Anglet Hormadi (2002-2003)
- Viry-Châtillon EH (2003-2004)
- Gap (2004-2005)
- Zagłębie Sosnowiec (2005-2010)
- Dragons de Rouen (2010-2011
- GKS Tychy (2011-2013)
- Hokki (2013-2014)
- Tappara (2014-2015)
  -  LeKi (2014-2015)
- Pelicans (2015-2016)
  -  Peliitat (2015)
- Sport (2016)
- Orli Znojmo (2016-2017)
- Cracovia (2017-2018)
- Brûleurs de Loups de Grenoble (2018-2019)
- GKS Katowice (2019-2020)
- Unia Oświęcim (2020-2023)
- Spartiates de Marseille (2023-)

Od 2011 zawodnik GKS Tychy. W lipcu 2012 przedłużył kontrakt o rok. W lipcu 2013 ponownie prolongował umowę z Tychami, lecz w sierpniu 2013 odstąpił od niej i odszedł z klubu. Następnie został zawodnikiem fińskiego klubu Hokkiz ligi Mestis. Od czerwca 2014 zawodnik Tappara w fińskich rozgrywkach Liiga. W tym czasie był wypożyczony do drużyny LeKi w Mestis, a w styczniu 2015 do Pelicans w Liiga. W lutym 2015 definitywnie został zawodnikiem Pelicans. W marcu 2015 przedłużył kontrakt o rok. Od stycznia 2016 zawodnik Vaasan Sport. Od końca września 2016 do marca zawodnik czeskiego klubu Orli Znojmo w austriackich rozgrywkach EBEL. Od lipca 2017 zawodnik Cracovii. Od maja 2018 zawodnik Brûleurs de loups de Grenoble. W lipcu 2019 został zawodnikiem GKS Katowice. Od czerwca 2020 zawodnik Unii Oświęcim. Od lipca 2023 w zespole Spartiates de Marseille.
Uczestniczył w turniejach mistrzostw świata Elity w 2011, 2012 (dwa gole i jedna asysta), 2013, 2014, 2015, 2016, 2017, 2018.
Na stałe zamieszkał wraz z rodziną w Zaborzu.

## Sukcesy
Klubowe
- Złoty medal mistrzostw Francji: 2011 z Dragons de Rouen
- Puchar Francji: 2011 z Dragons de Rouen
- Brązowy medal mistrzostw Polski: 2010, 2013 z GKS Tychy, 2020[23] z GKS Katowice, 2023 z Unią Oświęcim
- Superpuchar Polski: 2016, 2017 z Cracovią
- Finał Pucharu Polski: 2017 z Cracovią, 2021, 2022 z Unią Oświęcim
- Srebrny medal mistrzostw Polski: 2022 z Re-Plast Unią Oświęcim

Indywidualne
- Mestis (2013/2014):
  - Piąte miejsce w klasyfikacji strzelców w sezonie zasadniczym: 25 goli[24]
  - Pierwsze miejsce w klasyfikacji minut kar: 114
- Superpuchar Polski w hokeju na lodzie 2017
  - Dwa skutecznie wykonane najazdy w pomeczowej serii, w tym decydujący o zwycięstwie Cracovii (5:4)[25]